# 碧妮·克萊恩
碧妮·克萊恩（英語：Brittani Kline，1991年5月19日—），美國模特兒，為《全美超級模特兒新秀大賽》第十六季冠軍。她來自賓夕法尼亞州霍華德。

## 全美超級模特兒新秀大賽
2011年，碧妮參與全美超模第十六季。
在第一週，她被其中一個評判傑伊·亞歷山大讚揚，在催情咖啡廣告中，其中一個評判泰雅說，她很失望，因為她預計Brittani會做得很好，但是，她的表現還不是最差的。碧妮和亞軍莫莉·奧·康奈爾是好友。在比賽尾聲的十三集中，她和亞軍莫莉·奧·康奈爾一同角逐冠軍寶座，然而在決定二人命運的「最終時裝展」中，碧妮因在天橋上摔倒而面臨災難性的危機。但最終碧妮得到了冠軍寶座，她計劃到六月份到紐約市開始IMG模特兒生涯並改名為Autumn 。

## 比賽經歷
|      | 拍攝題材           | 入圍名次 | 附註         |
| 1    | 華麗後台           | 2/14     |              |
| 2    | 蜂中佳人           | 2/13     |              |
| 3    | 高雅園林           | 3/11     |              |
| 4    | 催情咖啡廣告       | 8/10     |              |
| 5    | 豹紋女郎           | 2/9      | 勝出小挑戰   |
| 6    | 泥海儷影           | 1/8      | 首名入圍     |
| 7    | 潮拜購物狂         | 6/7      | 進入包尾二人 |
| 8    | 垃圾時尚           | 4/6      |              |
| 9    | 沙漠遊俠           | 2/5      |              |
| 10   | 阿拉伯市場         | 2/4      | 勝出小挑戰   |
| 11   | 非情男女           | 2/3      | 進入包尾二人 |
| 12-1 | 封面女郎廣告及硬照 | 1/2      |              |
| 12-2 | 冠亞軍走秀         | 1/2      | 冠軍         |